# Hyale pumila
Hyale pumila is een vlokreeftensoort uit de familie van de Hyalidae. De wetenschappelijke naam van de soort is voor het eerst geldig gepubliceerd in 1981 door Hiwatari & Kajihara.